# Angela Bofill

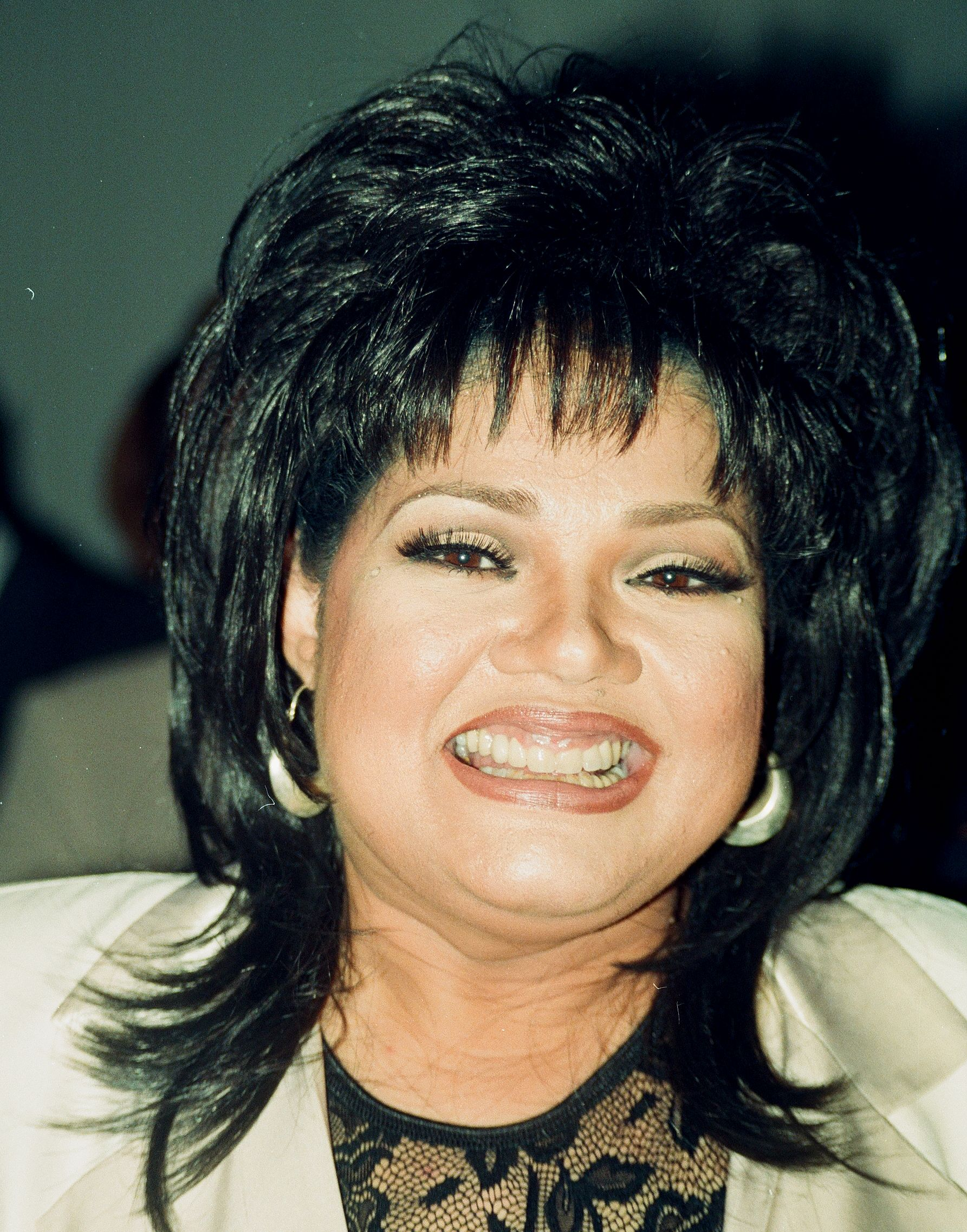
Angela Bofill (1996)

Angela Tomasa Bofill (* 2. Mai 1954 im Stadtteil Bronx, New York City, New York; † 13. Juni 2024 in Vallejo, Kalifornien) war eine US-amerikanische R&B-Sängerin. Ihr gelangen ab den späten 1970er Jahren einige Erfolge in den amerikanischen R&B- und Dance-Charts, darunter ihr größter Hit Too Tough aus dem Jahre 1983. Der große Durchbruch blieb ihr allerdings verwehrt.

## Leben
Angela Bofill, Tochter eines kubanischen Vaters und einer puerto-ricanischen Mutter, studierte an der Manhattan School of Music. Zunächst sang sie als Solistin im New York Dance Theater of Harlem Chorus. Durch Vermittlung von Dave Valentin veröffentlichten die Produzenten Dave Grusin und Larry Rosen 1978 auf GRP Records Bofills erstes Album Angie mit dem Hit This Time I’ll Be Sweeter. Der feinfühlige Mix aus R&B, Soul, Jazz, Latin und Pop machte sie schnell bekannt. Sie „agierte dabei mit einer imponierenden Zweieinhalb-Oktaven-Stimme und ließ ihre Vorliebe für lateinamerikanische Rhythmen erkennen.“ Bis 1985 gelangen ihr, meist produziert von Narada Michael Walden, regelmäßig Hits in den R&B-Charts. Der Höhepunkt war 1983 die Single Too Tough aus dem gleichnamigen Album, die Platz 5 in den R&B- und Platz 2 in den Dance-Charts erreichte. Noch im gleichen Jahr wurde sie als beste R&B-Sängerin für den American Music Award 1984 nominiert. Für das Album Tell Me Tomorrow arbeitete sie mit dem Fusion-Pioneer und Produzenten George Duke zusammen. 1988 folgte nach einer Pause ihr zweitgrößter Erfolg: I Just Wanna Stop kletterte bis auf Platz 12. Danach gelang ihr kein weiterer Hit mehr. Zwei Alben in den 1990er-Jahren waren kaum erfolgreich. In den nächsten Jahren trat sie vorrangig in Bühnenshows wie God Don’t Like Ugly oder What a Man Wants, What a Man Needs auf. Außerdem arbeitete sie im Laufe ihrer Karriere unter anderem mit Dizzy Gillespie, Cannonball Adderley, Herbie Hancock und Stanley Clarke. 1995 war sie als Backgroundsängerin auf dem Album Take Me Higher von Diana Ross zu hören.
Aufgrund eines Schlaganfalls, der eine linksseitige Lähmung und eine Beschädigung des Sprachzentrums verursachte, musste Bofill 2006 ihre Karriere beenden. Wochen später fand ein Benefizkonzert statt, damit die unversicherte Sängerin ihre Arztrechnungen bezahlen konnte. Im darauf folgenden Jahr erlitt sie einen weiteren Schlaganfall. Während einer langwierigen Therapie gab Bofill erst wieder im November 2009 Interviews. Im Mai 2010 folgte die Show The Angela Bofill Experience, bei der Bofills Songs von der Sängerin Maysa interpretiert wurden. Bofill selbst war ebenfalls erstmals wieder auf der Bühne zu sehen, gab allerdings aufgrund ihres immer noch beeinträchtigten Gesundheitszustandes nur Anekdoten zu ihren Liedern zum Besten.
Am 13. Juni 2024 verstarb sie in Vallejo, Kalifornien im Alter von 70 Jahren.

## Diskografie
GRP
- 1978: Angie
- 1979: Angel of the Night

Arista
- 1981: Something About You
- 1983: Too Tough
- 1983: Teaser
- 1984: Let Me Be the One
- 1985: Tell Me Tomorrow

Capitol
- 1988: Intuition

Jive
- 1993: I Wanna Love Somebody

Shanachie
- 1996: Love in Slow Motion

Black Angel
- 2006: Live from Manila